# Bief de partage
Pour les articles homonymes, voir Bief (homonymie).

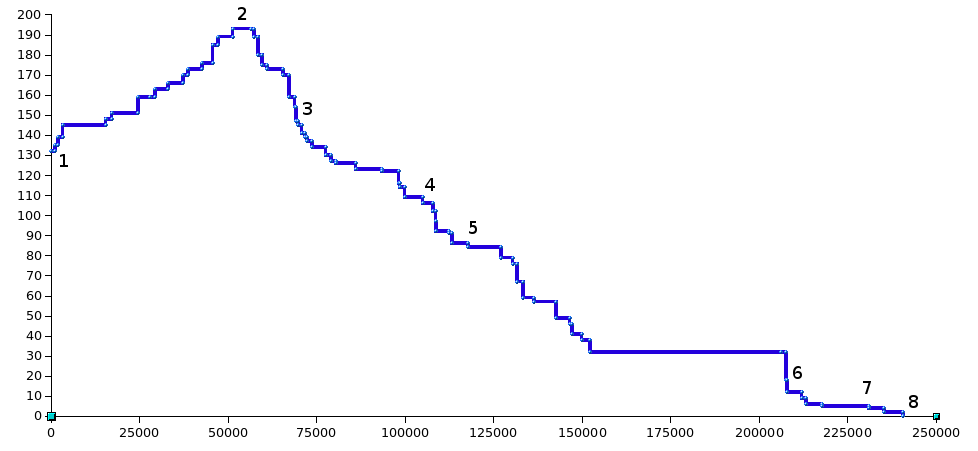
Profil canal du midi (France), un canal à bief de partage avec un versant situé du côté Atlantique (1 à 2) et l'autre du côté Méditerranée (2 à 8).Le bief de partage du seuil de Naurouze (2) constitue la section la plus élevée

Le bief de partage d'un canal à bief de partage est le bief dont le plan d'eau a l'altitude la plus élevée. Il se rencontre uniquement sur les canaux reliant deux bassins versants (« canal de jonction »).
L'opposé d'un canal à bief de partage est un canal latéral, ou canal de dérivation.
Le premier canal à bief de partage construit en Europe est le canal de Briare, ou de son nom originel le « canal entre Loyre et Seyne », à l'origine long de 2,9 km essentiellement sur Ouzouer-sur-Trézée puis rallongé à 4,6 km. 

## Exemples
Exemples de canaux à bief de partage :
- En France
  - le canal de l'Oise à l'Aisne
  - le canal de la Marne à la Saône
  - le canal du Midi qui relie la Garonne à la Méditerranée
  - le canal de Nantes à Brest, qui comprend 3 biefs de partage, entre la Loire et la Vilaine, la Vilaine et le Blavet, le Blavet et l'Aulne.
  - le canal de Roubaix qui fait partie de la liaison Deûle-Escaut
  - le canal d'Ille-et-Rance qui relie les villes de Rennes et de Saint-Malo
  - le canal du Nivernais qui relie la Loire à l'Yonne (bief de partage situé sur la commune de La Collancelle)
- En Belgique
  - la section supérieure du canal Bruxelles-Charleroi, accessible par les deux ouvrages d'art que constituent le plan incliné de Ronquières et l'ascenseur de Strépy-Thieu

À noter qu'en Belgique et au Luxembourg, le projet de canal Meuse et Moselle, à l'origine un canal de bief de partage, fut après abandon du premier projet transformé en canal latéral, le canal de l'Ourthe.

## Problème de l'alimentation en eau à l'amont
Le problème essentiel de ces biefs est leur alimentation en eau. En effet, à chaque fois qu'un bateau franchit l'une des écluses tenant ce bief, une certaine quantité d'eau est transférée irrémédiablement à l'aval. Afin de maintenir le mouillage pour la navigation dans le bief de partage, il est nécessaire d'alimenter en eau le bief de la quantité perdue.
L'alimentation en eau est assurée par l'un des deux systèmes suivants :
- admission par une rigole d'alimentation munie de vannes, depuis un barrage réservoir situé en altitude. Ces réservoirs en France sont généralement anciens (barrages de Torcy, lac de Saint-Ferréol) ;
- pompage en rivière grâce à une station appelée indifféremment « station de relèvement », « usine élévatoire », « station de pompage », etc. (cas du canal du Nord, du canal de Roubaix, etc.)